# Элвиннн!!! И бурундуки (сериал, 2015)
Элвиннн!!! и бурундуки (англ. Alvinnn!!! And the Chipmunks) — американский мультсериал с компьютерной анимацией, основанный на выступлениях группы Элвин и бурундуки и группы The Chipettes (англ. The Chipettes), и впервые заявленный в 2010 году. После 25-летнего перерыва, премьера сериала знаменует их первое совместное появление с 1990 года. Промотрейлер сериала был выложен на YouTube 9 февраля 2014 года. Сериал дебютировал во Франции 30 марта 2015 года на телеканале M6 и 12 октября на канале Nickelodeon Junior, а также 3 августа на канале Nickelodeon в США.

## Описание сюжета
Как и в большинстве предыдущих адаптаций «Элвин и бурундуки», сериал повествует о Дэвиде Севилле, холостяке, воспитывающем трёх бурундуков словно своих детей. Иногда он может терять терпение, из-за чего кричит «ЭЛВИННН!!!» В каждом эпизоде присутствует песня. События сериала происходят в наши дни и в нём обсуждаются современные темы, такие как технологические проблемы Дэйва и издевательства в школе. Другие родители смущают детей и возникает необходимость в знакомствах. Бурундуки и бурундушки имеют привязанность друг к другу, но никто из них об этом не догадывается.

## Основные персонажи
- Элвин Севилл — старший брат Саймона и Теодора. Элвин считает себя романтиком. Лидер своих братьев бурундуков только потому, что его имя героично красуется в названии. Любит кататься на скейтборде. Не очень хорошо учится. Имеет некую привязанность к Бриттани.
- Саймон Севилл — самый умный из бурундуков и средний брат Элвина и Теодора. Отличник, из-за чего его многие презирают. Злится на Элвина за его глупость, но всё равно помогает с его проблемами. Ему нравится Джанетт.
- Теодор Севилл — кроткий бурундук и младший брат Элвина и Саймона. Любит смотреть передачу «Говорящий Тедди». Самый пухлый из бурундуков. Любит сладкое. Ему нравится Элеонора.
- Дэвид «Дэйв» Севилл — отчим бурундуков (хотя он человек), любящий их как своих детей. Иногда он просто выходит из себя и кричит на весь дом: «ЭЛВИННН!!!» Он холост, но в одной серии он пытается это изменить.
- Бриттани Миллер — старшая сестра Джанетт и Элеоноры. Лидер бурундушек, командирша и модница. Вредная. Как и её сёстры, живёт на дереве рядом с домом Севиллов. Самая дерзкая и завышенная из бурундушек. Имеет ответную привязанность к Элвину, но из них никто не догадывается об ответной любви.
- Джанетт Миллер — средняя сестра из бурундушек. Хиппи. Ей нравится Саймон.
- Элеонора Миллер — младшая сестра из бурундушек. Очень милая и добрая. Немного пацанка. Довольно пухлая, но энергичная. Имеет романтические чувства к Теодору, как в прочем и он.

## Роли озвучивали
| Роль                | Оригинальная озвучка |
| ------------------- | -------------------- |
| Элвин Севилл        | Росс Багдасарян      |
| Саймон Севилл       | Росс Багдасарян      |
| Теодор Севилл       | Дженис Карман        |
| Дэвид «Дэйв» Севилл | Росс Багдасарян      |
| Бриттани Миллер     | Дженис Карман        |
| Джанетт Миллер      | Дженис Карман        |
| Элеонора Миллер     | Ванесса Багдасарян   |
| Мисс Беатрис Миллер | Дженис Карман        |
| Мисс Луиза Кронер   | Дженис Карман        |
| Мисс Бернис Смит    | Дженис Карман        |
| Кевин Хэнсон        | Дженис Карман        |
| Профессор Перкинс   | Михаил Багдасарян    |

## Серии
| номер   | название                        | описание | Дата показа в РФ |
| ------- | ------------------------------- | --- | ---------------- |
| Сезон 1 |                                 | |                  |
| 1       | Говорящий Тедди                 | Теодор делает больше всех дел по дому и поэтому решает что все будут смотреть по телевизору передачу «Говорящий Тедди» уже пару недель подряд и вообще делает все что скажет ему Тедди. Саймон перенастроил медвежонка Тедди, но Элвин пользуется этим и с помощью прибора Саймона он контролирует Теодора. | 29 мая 2015      |
| 2       | Не хочу учиться, хочу жениться  | В школу приехал новый директор. Элвину она очень понравилась и он решил стать её помощником. Однако у него появилась соперница — Бриттани, которая уже стала помощником. Элвин делает все возможное, чтобы стать более лучшим помощником чем Бриттани. | 29 мая 2015      |
| 3       | Пришелец                        | Элвин и Саймон думают что в школе завелись пришельцы, но это всего лишь съемки фильма. | 5 июня 2015      |
| 4       | Околдованная Джанетт            | У Джанетт день рождения и все решили что на один день сделают вид будто Джанетт обладает магией, но на следующий день Теодор продолжает ей подыгрывать, поэтому бурундукам приходится ловить собаку, сажать цветы и даже красить дом… | 5 июня 2015      |
| 5       | Сестры                          | Элеонора, Джанетт и Бриттани ссорятся, из-за чего сестры решают переехать, но Бриттани это нисколько не беспокоит. Элвин, Саймон и Теодор идут к Бриттани, чтобы поговорить по поводу переезда их новых соседок-девочек. | 12 июня 2015     |
| 6       | Звезда рэпа                     | Элвин отказывается выслушивать песни Теодора, думая что они ужасны. Теодор выкладывает песню в сеть и становится звездой рэпа. | 12 июня 2015     |
| 7       | Сокровища                       | Катаясь на скейтборде, Элвин падает в сад мисс Кронер и замечает там блестящий предмет, при этом получая травму ноги. Он с помощью Теодора пытается узнать, что скрывается в саду. | 19 декабря 2015  |
| 8       | Во имя семьи                    | Джулия приглашает Дэйва на футбольный матч, но он отказывается, а все потому, что у Дэйва и бурундуков важная семейная дата. Элвин очень хочет попасть на этот матч, пытаясь придумать план. | 19 декабря 2015  |
| 9       | Компьютерная нянька             | Дэйв, понимая что ему нужна помощь по домашним делам покупает робота-няньку. Элвину она не нравится и он пытается избавиться от неё. | 26 декабря 2015  |
| 10      | Дон Жуан Теодоро                | Бурундуки решают, что Теодор влюбился в девочку и не знает как ей признаться. Они хотят ему помочь, но оказывается, что Теодор просто хотел позвать её готовить с ним пирог для конкурса. | 26 декабря 2015  |
| 11      | Тили-тили тесто                 | Бриттани и Саймон читают журнал с тестом на вторую половинку. Элвин считает, что это просто ерунда, но результат показывает, что Элвин и Бриттани подходят друг другу. Они решают изменить свой образ, думая, что не будут идеальной парой. | 3 января 2016    |
| 12      | Саймона в президенты            | Саймон решает баллотироваться в президенты школы, но Элвин — его конкурент. | 3 января 2016    |
| 13      | На страже порядка               | Дэйв и бурундуки собираются в поездку на каникулы. В этом году очередь выбирать предстала Саймону и он выбирает музей. Элвин категорически против и просит брата выбрать что-то другое. Саймон отказывается выбирать, поэтому Элвин пытается заработать наказание, так как ответственный за порядок в школе — Саймон. Ссора братьев растёт с каждым днём. | 10 января 2016   |
| 14      | Назад к природе                 | Дэйв решает, что бурундуки проводят слишком много времени в телефонах и интернете. Поэтому решает их отвести в лагерь, в котором он когда-то отдыхал маленьким. | 10 января 2016   |
| 15      | Страхи и Ужасы                  | Теодор готовится на прослушивание в театре на роль монстра и пытается всех напугать. Элвин решает показать брату, что такое настоящий страх и пугает Теодора до «окаменения». Элвин и Саймон спешат «оживить» Теодора до начала прослушивания. | 17 января 2016   |
| 16      | Хулиганы                        | Элвин сломал очки Саймона, поэтому ему приходится носить старые. Из-за этого школьные хулиганы издеваются над Саймоном и он решает создать робота-телохранителя. Бурундуки и их одноклассники желают отомстить хулиганам. | 17 января 2016   |
| 17      | Сестричка с приветом            | Джанетт пытается побороть застенчивость и за советом обращается к Элвину. Саймону обидно, что Джанетт советуется не с ним. Вся школа считает её странной из-за её «самоуверенности». | 24 января 2016   |
| 18      | Конкуренция                     | Элвину нужны деньги на новую компьютерную игру. Дэйв предлагает ему заработать самому, но Элвина ничего не устраивает. Теодор приводит в пример Бриттани, которая работает няней. Элвин уводит у неё клиентов. | 24 января 2016   |
| 19      | Кто твой папа                   | Дэйв заболел и не сможет вставать целую неделю. За отцовство берётся Элвин, который считает что в понятии «лучший папа» подразумевается «крутой папа». Саймон считает совсем иначе. | 31 января 2016   |
| 20      | Желаю удачи, мистер Усатик      | От Мисс Кронор сбегает кот по имени Мистер Усатик. Бурундуки не очень хотят помогать, поэтому она рассказывает про проклятье кота. Сначала в это никто не верит, кроме Теодора. Происходящие случайности с бурундуками пугают их и они решаются поискать Мистера Усатика. Найдя кота, оказывается, что это кошка. | 31 января 2016   |
| 21      | Игромания                       | Дэйву заказали музыку и он хочет написать её вместе с бурундуками. Элвин, Саймон и Теодор тем временем не отходят от новой игры. Пытаясь доказать Дэйву, что это прикольная игра, бурундуки предлагают поиграть ему. Одноклассникам бурундуков не нравится, что Дэйв играет не по правилам. | 31 января 2016   |
| 22      | Сладкое признание               | Элвину нужно купить новый супермодный скейтборт, но ему нельзя выходить из дома, поэтому он просит помощи у Теодора. По дороге Теодор ест сладости, не успевая в магазин. Он уже представляет, как расстроится Элвин, поэтому ему приходится врать. | 31 января 2016   |
| 23      | Пропавший талант                | Элвин дарит девочке свою кепку. В школе его просят спеть песню, написанную для него. Элвин не может петь, думая, что весь талант в его кепке. Бурундуки решают достать кепку. | 31 января 2016   |
| 24      | Это что за зверь?               | Школа на выходные едет на экскурсию и бурундуки, соответственно, тоже. Элвин теряет голос перед самой поездкой и концертом, но решается поехать. По приезде домой Теодор и Саймон не сразу понимают, что это не Элвин, а зверёк, которому должны были сделать операцию в зоопарке. Дэйв и бурундуки спешат в зоопарк спасти Элвина, ведь он не может ничего сказать. | 7 февраля 2016   |
| 25      | Родительская забота             | Дэйв заботится о бурундуках и пытается им всегда помочь. Он замечает, что Элвин, Саймон и Теодор не очень-то этого и хотят, поэтому ему приходится обманывать их и часто не появляться дома. Бурундуки из-за этого очень страдают. | 7 февраля 2016   |
| 26      | Дэйв на грани отчаянья          | Дэйв пишет музыку для нового конкурса. Тем временем в комнате бурундуков полный погром: Элвин катается на машине, ломает проект Саймона, Бриттани проливает краску, Элеонора теряет свой мяч, от Джанетт сбегает паук, а Теодор разбивает копилку. Дэйв даёт им 15 минут, чтобы все убрать. Бурундуки делают «перестановку», запихивая все игрушки в шкаф уезжают вместе с Дэйвом на пикник. Вода из шкафа протекает на первый этаж прямо на компьютер Дэйва. Бурундуки спасают песню и концерт Дэйва. | 8 мая 2016       |
| 27      | Жажда скорости                  | Элвин хочет получить новую гоночную машину, но Дэйв отказывается её покупать. Саймон тем временем создаёт проект на тему «Автомобиль мечты» и Элвин, решая этим воспользоваться, просит Саймона создать точную копию. Дождавшись, пока высохнет краска, Элвин не теряя времени хочет испытать новую машину. | 8 мая 2016       |
| 28      | Правило хорошего тона           | Элвину и Британни очень повезло — они могут выиграть в конкурсе встречу с принцессой Китти. Соперничая, голоса показывают одинаковый результат, поэтому Элвину и Бриттани придётся изучать правила этикета и даже идти на свидание. | 15 мая 2016      |
| 29      | Дом на дереве                   | Во время уборки своего дома Бриттани, Джанетт и Элеонора находят фотографию своего дерева, на котором поселились. К ним сразу приходят воспоминания, когда они чуть было не лишились его. | 15 мая 2016      |
| 30      | Спасти Саймона                  | Саймону приходит приглашение в академию, о которой он так давно мечтал. Элвин и Теодор против переезда брата, поэтому вместе с Бриттани, Джаннет и Элеонорой придумывают план спасения Саймона. | 15 мая 2016      |
| 31      | Не в первый раз в первый класс  | Дэйв не сдал экзамен, поэтому ему приходится ходить в школу вместе с бурундуками. Оказывается, Дэйв не особо хочет учиться. | 15 мая 2016      |
| 32      | Мужская дружба                  | Саймон нашел нового друга — Джейми. Он умный, веселый и разделяет любовь Саймона к наукам. Однако, поняв, что самым крутым братом является Элвин, Джейми бросает Саймона ради него. Смогут ли братья выдержать испытание такой дружбой? | 15 мая 2016      |
| 33      | Своя комната                    | Элвин, Саймон и Теодор ссорятся уже третий раз за неделю. Элвин хочет отдельную комнату, поэтому ему нужно вести себя по взрослому. Всю неделю Элвин старался и наконец-то получил свою комнату. Братья после ссоры очень скучают друг по другу. Бриттани, Джанетт и Элеонора хотят помирить их. | 15 мая 2016      |
| 34      | Тележки не орешки               | Случайно ломая велосипед Теодора, Элвин призывает братьев участвовать в конкурсе по сбору магазинных тележек, главным призом которого является новенький велосипед. | 15 мая 2016      |
| 35      | Кто кого поцеловал              | Саймон не хочет играть в спектакле только потому, что ему придётся целовать партнершу. Элвин помогает брату и выходит вместо него на сцену не в своём образе. Теперь вся школа обращает внимание на Саймона. | 15 мая 2016      |
| 36      | Нежданный гость                 | Мечтая, чтобы Дэйв наконец-то как следует отдохнул, Элвин решает сдать их дом на выходные. Проблема только в том, чтобы сделать всё в тайне от Дэйва. | 22 мая 2016      |
| 37      | Даешь природу                   | Бурундуки и бурундушки стараются уменьшить своё негативное воздействие на окружающую среду после того, как Джанетт записывает их в участники экологического конкурса. | 22 мая 2016      |
| 38      | Ябеда-Корябеда                  | Элвину так нравится одна девочка в школе, что он соглашается присматривать за её говорящей птицей. Но ляпнув однажды нечто неподходящее, он боится, что птица повторит это при девочке, и пытается заставить молчать пернатую говорунью. | 22 мая 2016      |
| 39      | Стильная штучка                 | Бриттани оскорбляет отсутствие стиля у Джанетт. Однако Джанетт вдруг провозглашается законодательницей мод, и теперь Бриттани необходимо доказать, что её чувство стиля превосходит способности её сестры. | 22 мая 2016      |
| 40      | Супергерои                      | Теодор воображает себя супергероем, и Элвину с Саймоном стоит большого труда убедить его оставить борьбу с преступностью профессионалам. | 22 мая 2016      |
| 41      | Теозилла                        | Помогая Саймону делать научный проект, Элвин как всегда дурачится и случайно создает зелье, которое притягивает одинаковые предметы. Саймон хочет показать это на школьном конкурсе, но Элвин использует всю бутылку. Саймон заставляет вспоминать Элвина, что точно он добавлял в зелье, но тут что-то пошло не так… | 22 мая 2016      |
| 42      | Собачья жизнь                   | Все ребята в школе страстно увлечены виртуальными собаками в своих смартфонах. Но когда смартфоны вдруг исчезают, подозрение падает на Элвина, он должен найти виновного и восстановить свое доброе имя. | 29 мая 2016      |
| 43      | Пичуга                          | Когда Бурундуки находят птенца, выпавшего из своего гнезда, Элвин сначала отказывается заботиться о нём вместе со всеми. Но маленькая птичка скоро привязывается к нему и между ними появляется дружба. | ТВА              |
| 44      | Мятеж                           | Горя желанием отомстить за прошлогоднее унизительное поражение, бурундуки спорят, кто вероятнее всего принесет им победу в качестве капитана. | 29 мая 2016      |
| 45      | Реалити-шоу                     | Элвину надоело, что его затмевают звёзды телевизионных реалити-шоу. И он решает сам стать одной из них. Но есть проблема — ему нужно снимать Дэйва так, чтобы он не заметил. | 29 мая 2016      |
| 46      | Такие пироги                    | Элеонора испекла для конкурса свой фирменный пирог и оставила его остывать. Элвин, даже не увидев записку на пироге относит его бурундукам и они все его съедают. Поняв, что это был пирог не для них, они решают испечь его сами. Но тут у Элвина появляется проблема, чёрная летающая проблема… | 29 мая 2016      |
| 47      | Дом с привидениями              | Дэйв собирается продавать дом, а все из-за того, что на прошлой неделе бурундуки жаловались на этот дом, и у каждого своя причина. Правда, сами они этого и не заметили. Бурундуки не хотят расставаться с домом, поэтому делают все возможное, чтобы дом никто не купил. | 29 мая 2016      |
| 48      | Тайная магия Элвина             | Элвин убеждает Теодора, что владеет магией и показывает ему пару «фокусов». Счастливый Теодор рассказывает об этом всей школе, а также и главному хулигану Дереку и он требует от Элвина встречи в кафе… | 12 августа 2016  |
| 49      | Пусть победит сильнейший        | Саймон, вступаясь за пострадавшего брата, соглашается сразиться один на один с Дереком в реалити-шоу на выживание. Неужели победа достается только тому, кто играет нечестно? | 12 августа 2016  |
| 50      | Новая сумка Элвина              | Бриттани выигрывает сумку в конкурсе и хвастается ей перед сестрами. Неожиданно появившийся Элвин нечаянно портит сумку и обещает компенсировать ущерб. Получиться ли у него это сделать и какой ценой? | 19 августа 2016  |
| 51      | Великая сила искусства          | Бриттани занимается живописью, чтобы произвести впечатление на своего кумира моды, но её кумиру нравится её искусство только после того, как Элвин портит его. | 19 августа 2016  |
| 52      | Женщинам вход воспрещен         | Дэйв стал больше времени проводить с Джулией. Элвин, посмотрев фильм про кукушку, подозревает недоброе. Однако так ли все на самом деле? | 26 августа 2016  |
| Сезон 2 |                                 | |                  |
| 1       | Собачьи деньки                  | Когда Бурундуки подбирают бродячую собаку, им приходится прятать щенка от Дэйва, который не разрешает заводить домашних животных. | 10 декабря 2016  |
| 2       | Драконий папа                   | Теодор заказывает драконье яйцо в надежде, что оно вырастет в настоящего дракона. | 11 декабря 2016  |
| 3       | Только для своих                | Хулиган Дерек обижает Саймона и трех его друзей и Элвин решает научить ботанов быть драчунами. | 11 декабря 2016  |
| 4       | Новичок                         | Элвин дружит с застенчивым новым студентом по имени Эмиль и учит его быть крутым. А тем временем, Теодор узнаёт, что Эмиль-вор и опасный беглый студент, преследуемый ФБР. | 18 декабря 2016  |
| 5       | Саймон великолепный             | Магическое шоу Саймона не привлекает никакой аудитории и высмеивается Элвином. Вскоре, когда Элвин находит книгу магических трюков, он создаёт свое собственное шоу, которое быстро строит успех благодаря его мастерству. Расстроенный, Саймон бросает вызов Элвину перед всеми на волшебную дуэль. | 18 декабря 2016  |
| 6       | Учитель на замену               | Элвину нужны деньги, поэтому он становится учителем музыки вместо Мисс Смит. | 18 декабря 2016  |
| 7       | Свет, камера, Ой                | Джанетт хочет снять студенческий фильм для конкурса с Дэйвом в качестве ведущего, но разные концепции других о том, о чём фильм должен быть, и неуклюжесть Дэйва перед камерой разрушают его. В конце концов, бурундуки и бурундушки пытаются поспешно собрать фильм для неё. | 25 декабря 2016  |
| 8       | Восковой Дэйв                   | Бурундуки замечают, что Дэйв в последнее время часто уезжает по делам, поэтому следуют за ним и, к своему ужасу, обнаруживают его восковую фигуру, полагая, что это сам Дэйв, превратившийся в воск из-за фильма ужасов, который они смотрели. | 25 декабря 2016  |
| 9       | Бриттани похитительница тел     | Бриттани очень зла на Элвина за все его проделки. В театре Элвин заступается за Бриттани, чему сама Бриттани очень рада. Она всячески старается проявить свою симпатию к Элвину, но только он думает наоборот. | 11 марта 2017    |
| 10      | Агент Смит                      | Саймон хочет присоединиться к школьной газете, но не имеет большой истории, чтобы представить. Элвин и Теодор ведут его к мисс Смит, которую они считают тайным агентом, но его расследование доказывает обратное. | 11 марта 2017    |
| 11      | Детский лепет                   | Элвин одевает Теодора, как младенца, чтобы произвести впечатление на девушку его мечты. |                  |
| 12      | Давай договоримся               | Наступает хаос, когда Элвин делает слишком много одолжений, чтобы сделать особый подарок Дэйву. |                  |
| 13      | Супер бурундук                  | Элвин и Саймон спорят о том, кто из них настоящий герой. Тогда Саймон создает костюм супергероя для конкурса. |                  |
| 14      | Гонки                           | Элвин объединяет усилия с офицером Дангусом, чтобы решить дело о пропавших велосипедах. |                  |
| 15      | Безумные выходные Элвина        | После того, как Элвин умоляет Дейва провести выходные вместе с ним, Дэйв погружается в серию приключений. |                  |
| 16      | По ком звонит колокол           | |                  |
| 17      | На связи                        | |                  |
| 18      | Ведьма-меняла                   | |                  |
| 19      | Двойные неприятности            | |                  |
| 20      | Вруша                           | |                  |
| 21      | Посмотри на себя                | |                  |
| 22      | Тайный воздыхатель              | |                  |
| 23      | Слово не воробей                | |                  |
| 24      | «Да» и «нет» не говорить        | |                  |
| 25      | Музыкальная шкатулка            | |                  |
| 26      | Посылка с сюрпризом             | |                  |
| 27      | Пропавшая мисс Смит             | |                  |
| 28      | Страшно, аж жуть!               | |                  |
| 29      | Супердевчонки                   | |                  |
| 30      | На второй год                   | |                  |
| 31      | Боевая вечеринка                | |                  |
| 32      | Светская жизнь семейства Хамфри | |                  |
| 33      | Мы, бурундуки                   | |                  |
| 34      | Спасите наши танцы              | |                  |
| 35      | Замена                          | |                  |
| 36      | Родители спешат на помощь       | |                  |
| 37      | Рыцари                          | |                  |
| 38      | Заклинатель змей                | |                  |
| 39      | Популярность                    | |                  |
| 40      | Братья из Дагарака              | |                  |
| 41      | Невидимка                       | |                  |
| 42      | Загадай желание                 | |                  |
| 43      | Тайный огород Джанетт           | |                  |
| 44      | Поиски сокровищ                 | |                  |
| 45      | Он сказал, она сказала          | |                  |
| 46      | Нашествие зомби                 | |                  |
| 47      | Летний лагерь                   | |                  |
| 48      | Безумный денек                  | |                  |
| 49      | Язык мой – враг мой             | |                  |
| 50      | Виртуальное знакомство          | |                  |
| 51      | Машина времени                  | |                  |
| 52      | Розыгрыш                        | |                  |
| Сезон 3 |                                 | |                  |
| 1       | Каратист                        | |                  |
| 2       | Кто самый любимый               | |                  |
| 3       | Возвращение к истокам           | |                  |
| 4       | Табель успеваемости             | |                  |
| 5       | Кошачий нянь                    | |                  |
| 6       | Искушение                       | |                  |
| 7       | Испорченный просмотр            | |                  |
| 8       | Рыбный день                     | |                  |
| 9       | Родители и дети                 | |                  |
| 10      | Балет – это сила                | |                  |
| 11      | О, брат, где же ты              | |                  |
| 12      | Стена                           | |                  |
| 13      | Подарок                         | |                  |
| 14      | Тео знает лучше                 | |                  |
| 15      | Художник                        | |                  |
| 16      | Счастливый день                 | |                  |
| 17      | Любопытный Элвин                | |                  |
| 18      | Домашняя напасть                | |                  |
| 19      | Беглецы                         | |                  |
| 20      | Шерлок Бурундук                 | |                  |
| 21      | День независимости              | |                  |
| 22      | Противоположности притягиваются | |                  |
| 23      | Временная мама                  | |                  |
| 24      | Гольф                           | |                  |
| 25      | Один в школе                    | |                  |
| 26      | Подарок из космоса              | |                  |
| 27      | В поход с девчонками            | |                  |
| 28      | Перевернуть игру                | |                  |
| 29      | Перезагрузка Дэйва              | |                  |
| 30      | Микробы                         | |                  |
| 31      | Тэдди наносит ответный удар     | |                  |
| 32      | День улиткодарения              | |                  |
| 33      | Пицца-робот                     | |                  |
| 34      | Старые добре времена            | |                  |
| 35      | Обмен                           | |                  |
| 36      | Почтальон                       | |                  |
| 37      | Спор во Вселенной               | |                  |
| 38      | Советы от Бриттани              | |                  |
| 39      | Имя розы                        | |                  |
| 40      | Королева пчёл                   | |                  |
| 41      | Опасные изобретения             | |                  |
| 42      | Отдых с привидениями            | |                  |
| 43      | Дьявол носит «Родентия»         | |                  |
| 44      | Профориентация                  | |                  |
| 45      | Затерянные в космическом лагере | |                  |
| 46      | Супергорячий шоколад            | |                  |
| 47      | Теодор идёт в гости             | |                  |
| 48      | Телохранитель                   | |                  |
| 49      | Великий сыщик-бурундук          | |                  |
| 50      | Герой с гитарой                 | |                  |
| 51      | Команда мечты                   | |                  |
| 52      | Танец с папой                   | |                  |
| Сезон 4 |                                 | |                  |
| 1       | Игрушка                         | |                  |
| 2       | Родословная                     | |                  |
| 3       | Призвание Теодора               | |                  |
| 4       | Неуклюжая Джанетт               | |                  |
| 5       | Приключения сиделок             | |                  |
| 6       | Помощник Элвина                 | |                  |
| 7       | Мистерионы                      | |                  |
| 8       | Ворон съел домашнее задание     | |                  |
| 9       | Так говорил Саймон              | |                  |
| 10      | Пой как канарейка               | |                  |
| 11      | Пиратская жизнь                 | |                  |
| 12      | Мировой рекорд                  | |                  |
| 13      | Личный автобус                  | |                  |
| 14      | Телеигра                        | |                  |
| 15      | Тактика Элвина                  | |                  |
| 16      | Капсула времени                 | |                  |
| 17      | Бурундуки против технологий     | |                  |
| 18      | Дом чудес                       | |                  |
| 19      | Теодор, старший брат            | |                  |
| 20      | Кто не рискует, тот не бьёт     | |                  |
| 21      | Премия Грэнни                   | |                  |
| 22      | День без школы                  | |                  |
| 23      | Учебник по обмену               | |                  |
| 24      | По совету магического шара      | |                  |
| 25      | Художники                       | |                  |
| 26      | Влюбленность                    | |                  |
| 27      | В образе                        | |                  |
| 28      | Королевские муки                | |                  |
| 29      | Тяжёлое испытание               | |                  |
| 30      | День мира                       | |                  |
| 31      | Аллергическая реакция           | |                  |
| 32      | Проверка на вшивость            | |                  |
| 33      | Безумная вечерника              | |                  |
| 34      | Доктор Зап против Электробоя    | |                  |
| 35      | Мегасупербитва                  | |                  |
| 36      | Сплетник                        | |                  |
| 37      | Обезьяномания                   | |                  |
| 38      | Папины шутки                    | |                  |
| 39      | Избранный бурундук              | |                  |
| 40      | Два Дангуса                     | |                  |
| 41      | Последний день лета             | |                  |
| 42      | Самый маленький робот           | |                  |
| 43      | Тролли                          | |                  |
| 44      | Душа компании                   | |                  |
| 45      | Талант болеть                   | |                  |
| 46      | Инстантграм                     | |                  |
| 47      | О мышах и бурундуках            | |                  |
| 48      | Саймон спасает мир              | |                  |
| 49      | Выходные с Гизмо                | |                  |
| 50      | Уже не скучно                   | |                  |
| 51-52   | Очень весёлый бурундук          | |                  |
| Сезон 5 |                                 | |                  |
| 1       | Брошенный                       | |                  |
| 2       | Грандиозный перекус             | |                  |
| 3       | День распаковки                 | |                  |
| 4       | Беседка Дэйва                   | |                  |
| 5       | Труба "Полёт"                   | |                  |
| 6       | Йети или не йети                | |                  |
| 7       | Похищение                       | |                  |
| 8       | Летающее чудовище               | |                  |
| 9       | Проклятье "Макбета"             | |                  |
| 10      | Прекрасная Зила                 | |                  |
| 11      | Спать или не спать?             | |                  |
| 12      | Дэйв-юнец                       | |                  |
| 13      | Байкеры-вампиры                 | |                  |
| 14      | Моя прекрасная бурундушка       | |                  |
| 15      | Пропавшая женщина               | |                  |
| 16      | Вечеринка гостей из будущего    | |                  |
| 17      | Заброшенный дом                 | |                  |
| 18      | Туалетный хулиган               | |                  |
| 19      | Возвращение Торнбегафа          | |                  |
| 20      | О, сквош, ты мир!               | |                  |
| 21      | Творческий кризис               | |                  |
| 22      | Чур!                            | |                  |
| 23      | Пожарная безопасность           | |                  |
| 24      | Катастрофа в замке              | |                  |
| 25      | Большой праздник                | |                  |
| 26      | Воррен Севилл                   | |                  |
| 27      | А давай будем рыть              | |                  |
| 28      | Папа весь в наградах            | |                  |
| 29      | Девочка-скейтер                 | |                  |
| 30      | Большая стирка                  | |                  |
| 31      | Летняя школа                    | |                  |
| 32      | Вот так пазл!                   | |                  |
| 33      | Пробка                          | |                  |
| 34      | Мистер Чинилка                  | |                  |
| 35      | Маленький барабанщик            | |                  |
| 36      | Особый ингредиент               | |                  |
| 37      | Элвин - прилежный ученик        | |                  |
| 38      | Собача                          | |                  |
| 39      | Мистер Лу                       | |                  |
| 40      | Песнь любви                     | |                  |
| 41      | Плёнка с пупырышками            | |                  |
| 42      | Шахматный оппонент              | |                  |
| 43      | Рыцарская история               | |                  |
| 44      | Гость снов                      | |                  |
| 45      | Спасатель                       | |                  |
| 46      | Пугало                          | |                  |
| 47      | Беги, Эмми, беги                | |                  |
| 48      | Теодор против Саймона           | |                  |
| 49      | Под прикрытием                  | |                  |
| 50      | Ужин                            | |                  |
| 51      | Дом полных игр                  | |                  |
| 52      | Тур                             | |                  |